# ダヴィド・クドワ
ダヴィド・クドワ（Dawid Kudła 、1992年3月21日 - ）は、ポーランド・ルダ・シロンスカ出身のプロサッカー選手。GKSカトヴィツェ所属。ポジションは、ゴールキーパー。

## 経歴
2017年6月、ザグウェンビェ・ソスノヴィエツへ加入した。2019年6月17日、クラブは双方の合意により、クドワとの契約を解除したことを発表した。
2019年7月11日、グールニク・ザブジェと1年間の契約延長オプション付きの2年契約を結んだ。